# انعطاف‌پذیری وابسته به زمان اسپایک
انعطاف‌پذیری وابسته به زمان اسپایک (STDP) (به انگلیسی: Spike-timing-dependent plasticity) یک فرایند زیستی است که طی آن شدت و وزن اتصالات بین نورون‌ها در مغز را تنظیم می‌کند. این فرایند بر اساس زمان‌های نسبی بین خروجی نورون ها (اسپایک‌ها) صورت می‌گیرد. فرایند STDP، توسعه سیستم عصبی را بر اساس وابستگی به فعالیت نورون‌ها مخصوصاً دو به کمک روند long-term depression و long-term potentiation توجیه می‌کند.

## فرایند
در این فرایند اگر نورون ورودی به طور میانگین همیشه قبل از نورون خروجی اسپایک بزند اتصال بین دو نورون تقویت می‌شود و برعکس اگر نورون خروجی قبل از نورون ورودی اسپایک بزند اتصال بین دو نورون تضعیف می‌شود. طی این فرایند اتصال بین نورون‌هایی که در تحریک نورون خروجی مؤثر نیستند رفته رفته به صفر میل می‌کنند و از ساختار شبکه حذف می‌شوند و تنها اتصالاتی دارای الگوی درستی هستند و به‌طور درست باعث تحریک نورون خروجی می‌شوند در شبکه حفظ می‌شوند. به این ترتیب نورون‌های ورودی که در ابتدای به شدت کمی در نتیجه نورون خروجی مؤثر بودند با گذر زمان تقویت شده و در شبکه می‌مانند و در نتیجه نهایی نورون خروجی مؤثرتر واقع می‌شوند.

## مدل‌سازی
تغیرات وزن اتصال بین دو نورون از طریق فرمول زیر مدل می‌شود:
در هنگام {\displaystyle t_{post}}:
{\displaystyle \vartriangle w_{+}=A_{+}(w).\exp(-|\vartriangle t|/\tau _{+})\qquad t_{pre}<t_{post}}
در هنگام {\displaystyle t_{pre}}:
{\displaystyle \vartriangle w_{-}=A_{+}(w).\exp(-|\vartriangle t|/\tau _{-})\qquad t_{pre}>t_{post}}
که در این فرمول {\displaystyle |\vartriangle t|=|t_{post}-t_{pre}|} و تابع {\displaystyle A_{\pm }(w)} نقش پارامتر دامنه وابسته به وزن می‌باشد.